# Bijeli Rzav
Bijeli Rzav je rijeka u zapadnoj Srbiji i istočnoj Bosni (BiH).
Bijeli Rzav izvire na zapadnim odroncima planine Tare, u selu Zaovine. Korito rijeke čini bijeli kamen prema kojem je rijeka i dobila ime. Zbog bijele podloge korita od koje se odbija sunčeva svjetlost Bijeli Rzav je tijekom čitave godine izuzetno hladan. Dužina rijeke je 23 km. U višegradskoj općini u selu Vardište se spaja s Crnim Rzavom u Rzav koji se kasnije uliva u Drinu u Višegradu. 
Rijeka je vrlo bogata ribom (klen, krkuša, potočna pastrva). Protiče kroz divan, dubok kanjon. Na Bijelom rzavu se gradi mini-hidrocentrala snage 200-300 kilovata. Na rijeci su izgrađene mnoge vodenice-potočare.